# Santa Magdalena de Polpís (kommunhuvudort)
Santa Magdalena de Pulpis är en kommunhuvudort i Spanien.   Den ligger i provinsen Província de Castelló och regionen Valencia, i den östra delen av landet, 300 km öster om huvudstaden Madrid. Santa Magdalena de Pulpis ligger 126 meter över havet och antalet invånare är 836.
Terrängen runt Santa Magdalena de Pulpis är lite kuperad. Runt Santa Magdalena de Pulpis är det ganska tätbefolkat, med 52 invånare per kvadratkilometer. Närmaste större samhälle är Vinaròs, 19,4 km nordost om Santa Magdalena de Pulpis. 